# Friedrich Weber (botaniker)
Friedrich Weber, född 3 augusti 1781 i Kiel, död där 21 mars 1823, var en tysk läkare och botaniker. Han var son till Georg Heinrich Weber.
Weber blev 1801 filosofie doktor och 1805 professor i filosofi vid Kiels universitet, medicine doktor 1805, föreståndare för botaniska trädgården 1810 och professor i medicin 1811. I sina skrifter beskrev han företrädesvis kryptogamer, till exempel i Prodromus historio muscorum hepatìcorum (1815). 
Mer kända är Webers arbeten tillsammans med e.o. professorn i Kiel Daniel Matthias Heinrich Mohr; de företog gemensamt en resa i Sverige 1803 och utgav Naturhistorische Reise durch einen Theil Schwedens (1804), varpå följde Archiv für die systematische Naturgeschìchte (samma år), Beiträge zur Naturkunde (två band, 1805, 1810) samt Botanisches Taschenbuch auf das Jahr 1807: Deutschlands kryptogamische Gewächse, 1.